# Кандер (льодовик)
Льодовик Кандер (нім. Kanderfirn) розташований в кінці долини Гастернталь (муніципалітет Кандерштег) у Бернських Альпах в кантоні Берн, Швейцарія. Льодовик також відомий під назвою Альпетлі (нім. Alpetli) на своєму найнижчому відрізку.

## Опис
Льодовик бере свій початок на західному схилі гори Чінгелгорн та на майже повністю вкритому льодовиками гребені Петерсграт (до 3 203 м.н.м.), на кордоні між кантонами Берн та Вале. Петерсграт забезпечує значну частину нового льоду для льодовика. Льодовик сповзає переважно в південно-західному напрямку, з півночі оточений крутими скелями масиву Блюмлісальп. В 1973 році його площа складала 13,9 км² при довжині 6,75 км. До 2013 року його довжина скоротилась більш ніж на 300 метрів і склала лише 6,4 км.
Язик льодовика закінчується на висоті 2 300 м.н.м. на крутих схилах долини Гастернталь. З льодовика витікає річка Кандер, яка впадає в озеро Тун, а отже належить до басейну річки Ааре, притоку Рейну.
З північного сходу льодовик Кандер через покритий фірном перевал Чінгел (2787 м.н.м.) поєднується з льодовиком Чінгел.

## Альпінізм
На схилі гори Муттгорн на південь від перевалу Чінгел, на висоті 2 900 м.н.м. стоїть прихисток нім. Mutthornhütte Швейцарського Альпійського Клубу. До цього прихистку можна дістатися лише по льодовику або від долини Гастернталь або від долини Лаутербруннен.

## Галерея

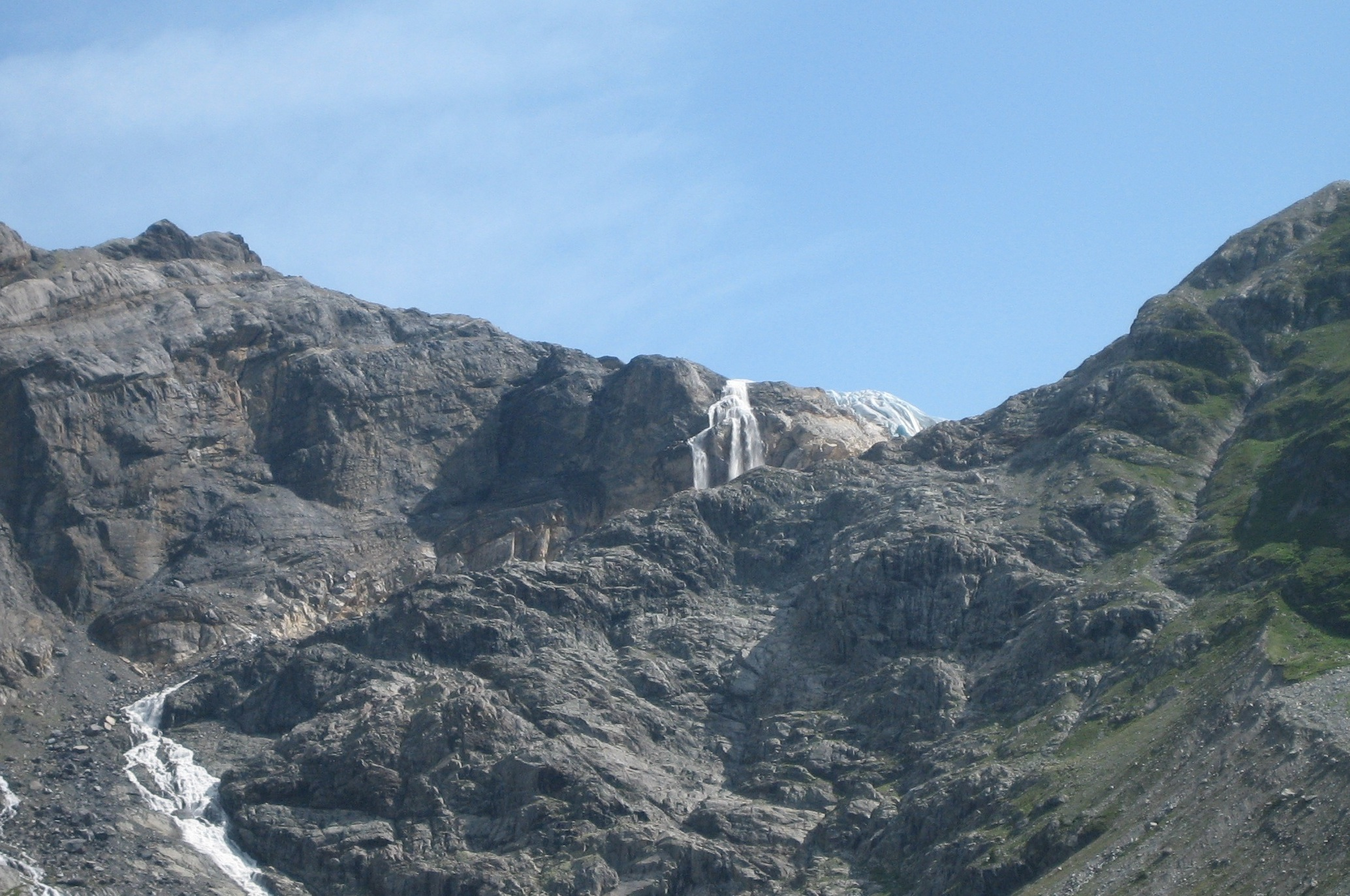
Вид на льодовик Кандер з долини Гастернталь
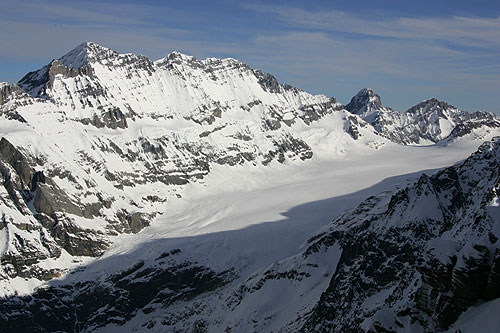
Вид на льодовик Кандер з Гокенгорнграт
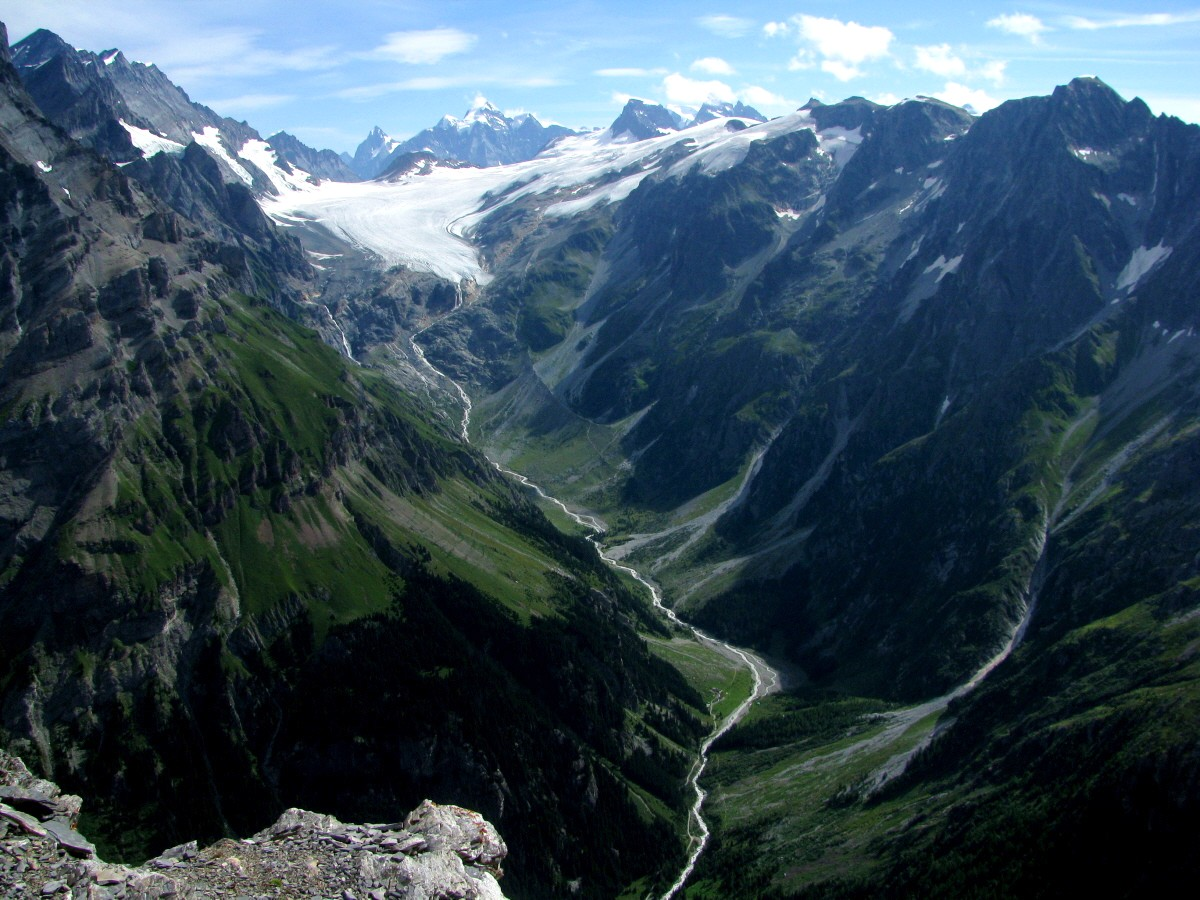
Долина Гастернталь
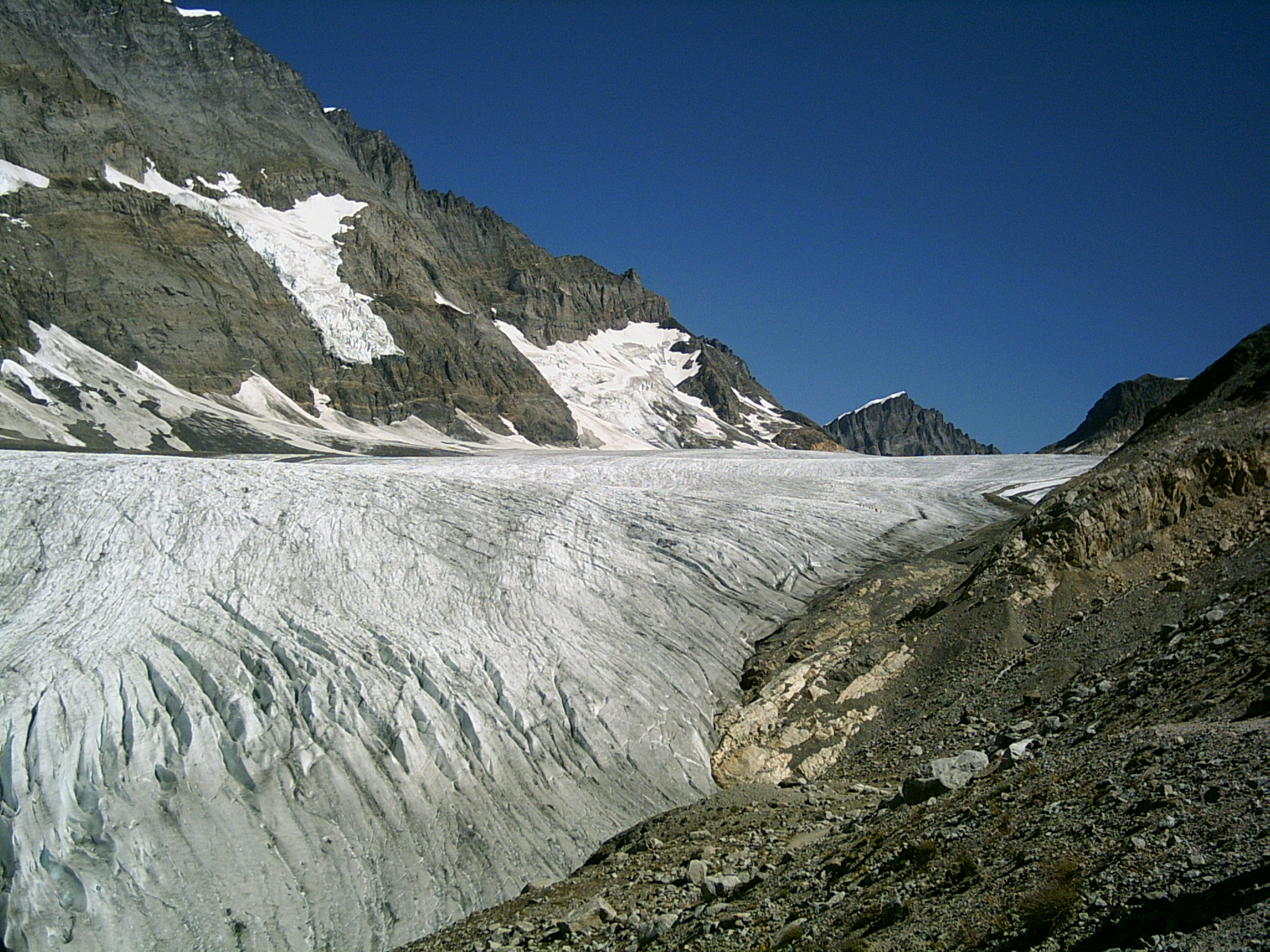
Вид на льодовик Кандер та прихисток Mutthornhütte